# Pischtschalauski samak

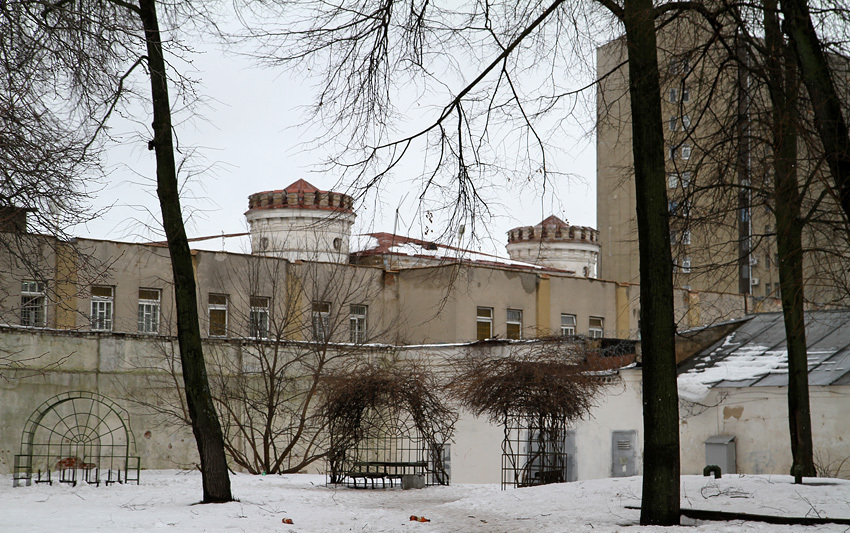
Das Gefängnis

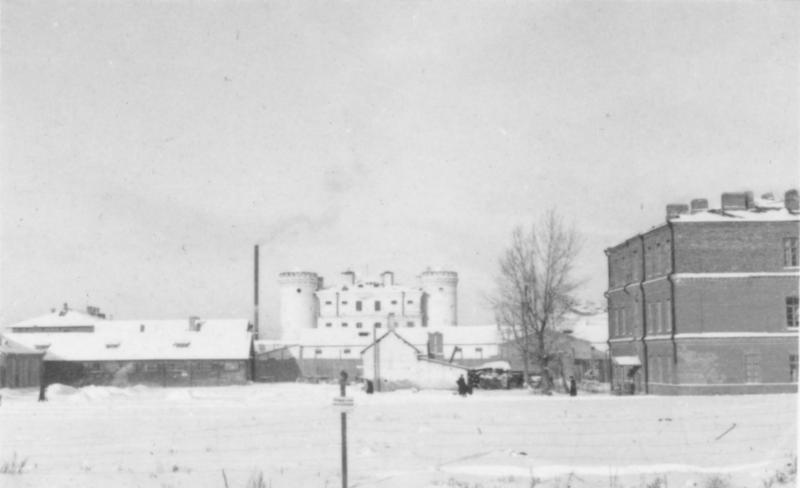
Minsk, 1. Dez. 1942, Gefängnis, Einsatzstab Reichsleiter Rosenberg für die besetzten Gebiete – Hauptarbeitsgruppe Ostland

Pischtschalauski samak (belarussisch Пішчалаўскі замак; russisch Пищаловский замок Pischtschalowski samok, wiss. Transliteration Piščalovskij zamok, engl. Pishchalovskiy fortress) ist eine nach der Familie Pischtschala benannte historische Burganlage in der belarussischen Stadt Minsk, die auf der Liste der Nationalen Kulturdenkmäler in Belarus steht. Die 1825 aus Ziegelstein und Mörtel errichtete Anlage dient seitdem auch als Zentralgefängnis für politische Gefangene und als Hinrichtungsstätte. Architekt der im klassizistischen Baustil mit neogotischen Elementen errichteten Anlage war Kasimir Chrschtschanowitsch, Auftraggeber war Rudolf Pischtschala (belarussisch Рудольф Пішчала).
Im Laufe der Jahre diente es als Gefängnis für viele politische Gefangene, darunter die Aufständischen von 1830 bis 1831 und der Jahre 1863 bis 1864, angeführt vom Vater der belarussischen modernen Literatur Wincenty Dunin-Marcinkiewicz, die Dichter Karus Kahanez und Ales Harun, Jakub Kolas.  Der Revolutionär Iwan Pulichow (1879–1906) verübte in Minsk ein Attentat auf den Generalgouverneur Pawel Grigorjewitsch Kurlow.
Feliks Dzierżyński war der einzige in der Geschichte des Gefängnisses, der daraus entfliehen konnte.
Im Frühjahr 2008 stürzte ein 30 Meter hoher Turm der Anlage ein.
Das Gebäude steht auf der belarussischen Kulturerbeliste.

## SISO Nr. 1

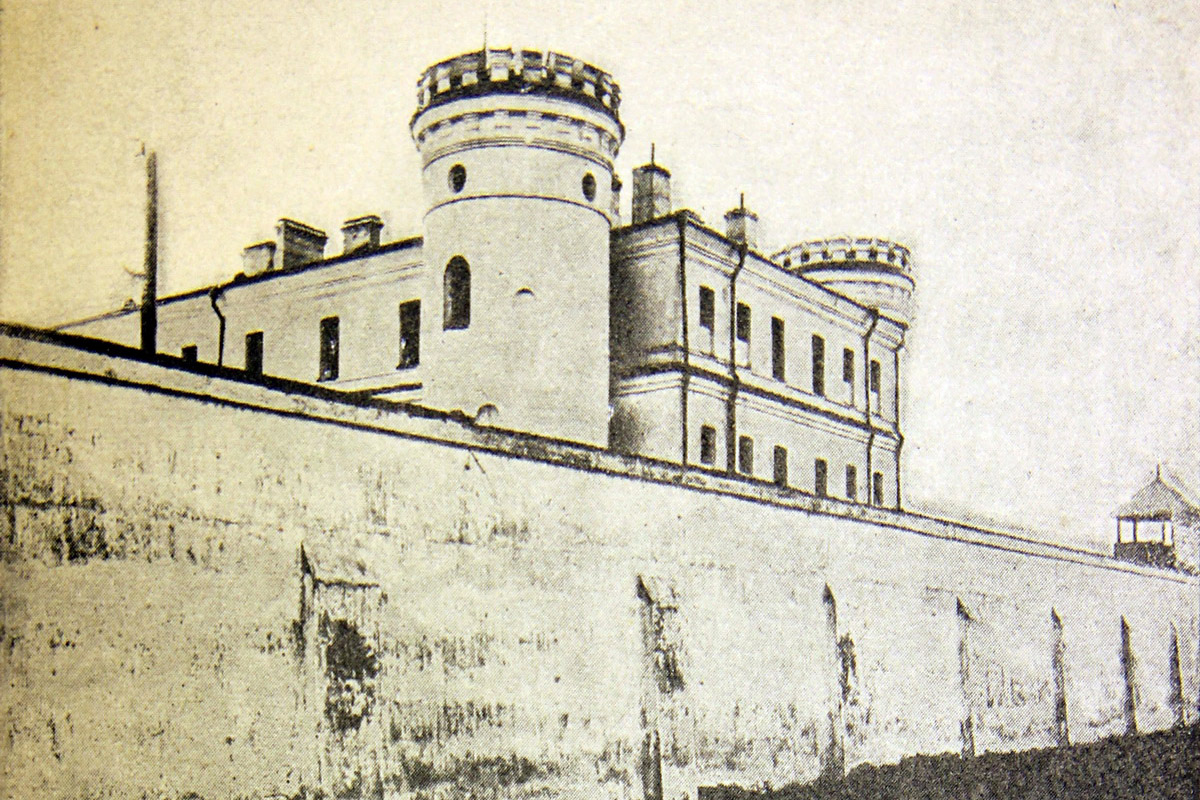
Burganlage mit Mauer

Das Minsker Untersuchungsgefängnis Nr. 1 (SISO) ist das zentrale Gefängnis der Republik Belarus, das dem belarussischen Ministerium für innere Angelegenheiten untersteht. Das SISO Nr. 1 ist auch die einzige Einrichtung, die Häftlinge in Todeszellen beherbergt. Die Vollstreckung der Todesurteile erfolgt in neuerer Zeit im Gefängnis.
Dieses Gefängnis in der Republik Belarus ist das einzige Gefängnis in Europa für die Vollstreckung der Todesstrafe (durch Erschießen). Umgangssprachlich wird es auch als „Wolodarka“ bezeichnet, nach der nach dem Revolutionär Wolodarski benannten Straße, in der es sich befindet.
Insgesamt wurden seit 1991 in der Haftanstalt (Stand: 25. November 2020) 330 Menschen hingerichtet, unter Oleg Alkajew 134.
Der Todestrakt befindet sich im Kellergeschoss des Untersuchungsgefängnisses.